# Liste des œuvres de Bruno Mantovani
Cette liste non exhaustive regroupe les œuvres du compositeur Bruno Mantovani  (1974-) par genre musical.

## Musique soliste (sauf voix)
- Double jeu pour percussion et bande (1996-1997), Inédit
- Paysage nocturne pour saxophone baryton et bande (1997), 11 min, Inédit
- Verdun pour piano (1997), Inédit
- Bug pour clarinette (1998), 5 min, Lemoine
- Früh pour flûte (1998), 6 min, Lemoine
- Jazz connotation pour piano (1998), 11 min, Lemoine
- Moi, jeu... pour marimba (1998), 9 min, Lemoine
- De l'équilibre pour hautbois solo (1999), 6 min, Inédit
- Le Grand Jeu pour percussion et dispositif électronique (1999), 17 min, Lemoine[1]
- Italienne pour piano (2000), 5 min, Lemoine
- Aussi... pour orgue (2003), 11 min, Lemoine
- Quatre études pour piano (2003), 14 min, Lemoine
- Little Italy pour alto solo (2005), 12 min, Lemoine
- Entre parenthèses pour piano (2006), 5 min, Lemoine
- Suonare pour piano (2006), 17 min, Lemoine
- 8'20'' chrono  pour accordéon (2007), Lemoine
- Happy hours pour violon (2007), 8 min, Lemoine
- Tocar pour harpe (2007), 7 min, Lemoine
- Trait d'union pour clarinette (2007-2008), Lemoine
- Dédale pour piano (2009), 16 min, Lemoine
- Le livre de Jeb pour piano (2009), 14 min, Lemoine
- Hopla pour flûte et boules de pétanque (2010), 3 min, Lemoine
- Quatre mélodies arméniennes pour flûte (2010), 9 min, Lemoine
- One-Way pour violoncelle (2012), 15 min, Lemoine
- The worst of pour piano (2013), 4 min, Lemoine
- Autoportrait de Giovanni Girolamo Savoldo pour piano (2014), 3 min, Lemoine
- Perpetuum, mobile pour violon (2014), 15 min, Lemoine
- Papillons pour piano (2015), 14 min, Lemoine
- C ... pour violoncelle (2016), 14 min, Lemoine
- Etude n°5 pour les octaves pour piano (2017), 4 min 30 s, Lemoine
- Requies pour orgue (2024)

## Musique de chambre
- Fantaisie d'été pour flûte, hautbois, clarinette en si bémol et contrebasse (1995), Inédit
- L'Incandescence de la bruine pour saxophone soprano et piano (1997), 9 min, Lemoine
- Quatuor de saxophones (1997), Inédit
- Une autre incandescence n° 1, adaptation de L'incandescence de la bruine pour clarinette, alto et piano (1998), 9 min, Lemoine
- D'un rêve parti pour sextuor (1999), 12 min, Lemoine
- Une autre incandescence n°2, adaptation de L'incandescence de la bruine pour clarinette, marimba et piano (1999), Inédit
- You are connected pour trio à cordes (1999), 18 min, Lemoine
- Appel d'air pour flûte et piano (2000), 10 min, Lemoine
- BWV 1007 pour quatuor à cordes (2000), Lemoine
- Un mois d'octobre pour basson et piano (2000), Inédit
- Haunted nights pour clarinette, vibraphone et piano (2001), 12 min, Lemoine
- Bleu pour quatuor à cordes (2002), 7 min, Lemoine
- L'ère de rien pour flûte, clarinette et piano (2002), 9 min, Lemoine
- L'ivresse pour quatuor à cordes (2003), 11 min, Lemoine
- Metal pour deux clarinettes (2003), 9 min, Lemoine
- Blue girl with red wagon pour quatuor à cordes et piano (2004), 16 min, Lemoine
- Da Roma pour clarinette, alto et piano (2004), 12 min, Lemoine
- Happy B. pour flûte, violon, alto et violoncelle (2004), 7 min, Lemoine
- Les Fées pour quatuor à cordes (2004), 11 min, Lemoine
- Un Souffle pour flûte et quatre percussions (2004), 12 min, Lemoine
- Quatre pièces pour quatuor à cordes (2000-2005), 39 min, Lemoine
- Quelques effervescences pour alto et piano (2006), 11 min, Lemoine
- Cinq pièces pour Paul Klee pour violoncelle et piano (2007), 13 min, Lemoine
- D'une seule voix pour violon et violoncelle (2007), 11 min, Lemoine
- Deux contrepoints de l'Art de la fugue, arrangement d'après Jean-Sebastien Bach , pour sept violoncelles (2007), Lemoine
- Quintette pour Bertold Brecht pour harpe et quatuor à cordes (2007), 17 min, Lemoine
- Huit moments musicaux pour violon, violoncelle et piano (2008), Lemoine
- All'ungarese pour violon et piano (2009), 13 min, Lemoine
- Face à face pour quatre clarinettes (2010), 16 min, Lemoine
- Until pour trois violoncelles (2010), 10 min, Lemoine
- Quintette pour deux violons, deux altos et un violoncelle (2013), 18 min, Lemoine
- Carnaval pour clarinette, violoncelle et piano (2014), 25 min, Lemoine
- L'œuf pour saxophone, violoncelle et piano (2014), 3 min, Lemoine
- Quatuor à cordes n°2 (2014), 25 min, Lemoine
- B pour sept violoncelles (2015), 5 min, Lemoine
- Quatuor à cordes n° 3 (2015), 23 min, Lemoine
- Tourbillon pour deux pianos (2015), 20 min, Lemoine
- Quintette pour deux violons, alto et deux violoncelles (2016), 32 min, Lemoine
- O Salutaris Hostia pour sept violoncelles (2017), 7 min 30 s, Lemoine

## Musique instrumentale d'ensemble
- Sept visions cosmiques et paranoïaques de Gala Dali pour ensemble et dispositif vidéo (1997), Inédit
- Art d'écho pour orchestre de chambre (1998), 16 min, Lemoine
- Turbulences pour douze instruments (1997-1998), 11 min, Lemoine
- Série Noire pour quatorze instruments (2000), 12 min, Lemoine
- Les Danses interrompues pour six instruments (2000-2001), 18 min, Lemoine
- East side, west side, musique pour l'accompagnement du film muet d'Allan Dwan, pour ensemble (2002), 1 h 40 min, Lemoine[2]
- Le Sette Chiese pour grand ensemble (2002), 37 min, Lemoine
- On the dance floor pour orchestre (2003), 3 min, Lemoine
- Six pièces pour orchestre (2003), 24 min, Lemoine
- Con leggerezza pour grand ensemble (2004), 18 min, Lemoine
- Le Cycle des gris pour orchestre d'instruments anciens (2004), 11 min, Lemoine
- Streets pour ensemble (2005), 16 min, Lemoine
- Time Stretch on Gesualdo, pour orchestre (2005), 17 min, Lemoine
- Éclair de lune pour trois groupes instrumentaux et bande (2006), 21 min, Lemoine
- Finale pour orchestre (2007), Lemoine
- Le Livre des illusions Hommage à Ferran Adrià, pour orchestre (2008-2009), 30 min, Lemoine
- Siddharta, musique de ballet, pour orchestre (2009), 1 h 45 min, Lemoine
- ...273... pour ensemble (2010), 4 min 33 s
- Concerto de chambre n°1 pour ensemble (2010), 23 min, Lemoine
- Concerto de chambre n°2 pour ensemble (2010), 17 min, Lemoine
- Edvard Grieg, Smatroll (Le Lutin) pour orchestre (2010), 2 min, Lemoine
- Postludium pour orchestre (2010), 15 min, Lemoine
- Upon one note pour orchestre (2011), 10 min, Lemoine
- Spirit of Alberti pour ensemble (2013), 11 min, Lemoine
- Schlemihl pour grand orchestre (2014), 20 min, Lemoine
- Symphonie n°1 L'Idée fixe, pour orchestre (2015), 28 min, Lemoine
- Concerto de chambre n°3 pour quatorze instruments (2016), 25 min, Lemoine
- Entrechoc pour orchestre (2016), 16 min, Lemoine
- Memoria pour orchestre à cordes (2023)

## Musique concertante
- Round... pour saxophone alto et ensemble (1995), partition retirée du catalogue
- Concerto pour violon et orchestre (1997), Inédit
- In nomine pour violoncelle solo et quatre violoncelles (1999), Inédit
- Par la suite pour flûte et ensemble (2001), 13 min, Lemoine
- Troisième Round pour saxophone et ensemble (2001), 19 min, Lemoine
- Zapping pour flûte et orchestre (2002), 14 min, Lemoine
- Concerto pour violoncelle (2003), 18 min, Lemoine
- Mit ausdruck pour clarinette basse et orchestre (2003), 14 min, Lemoine
- Si près, si loin (d'une fantaisie) pour deux pianos et deux ensembles (2007), 17 min, Lemoine
- Concerto pour deux altos et orchestre (2008-2009), 35 min, Lemoine
- Fantaisie pour piano et orchestre (2010), Lemoine
- Concerto pour deux pianos et orchestre (2012), 25 min, Lemoine
- Jeux d'eau concerto pour violon et orchestre (2012), 23 min, Lemoine
- In and Out concerto pour timbales et orchestre (2015), 15 min, Lemoine
- Once upon the time pour violoncelle et orchestre (2016), 17 min, Lemoine
- Danse libre, concerto pour harpe et orchestre de chambre (2017), 25 min, Lemoine
- Cadenza III, pour quatuor à cordes et orchestre (2025)

## Musique vocale et instruments
- Heiligenstadt, le 6 octobre 1802, mélodrame pour récitant et ensemble (1997), Inédit
- Devouring time pour chœur et percussion (1998), 17 min, Lemoine
- La Morte Meditata pour mezzo-soprano et ensemble (1999), 30 min, Lemoine
- Das erschafft der Dichter nicht pour soprano et six instruments (2001), 24 min, Lemoine[3]
- Cantate n°1 pour six chanteurs et ensemble (2006), 41 min env , Lemoine
- Cantate n°2 (sur Giacomo Leopardi) pour soprano et clarinette (2007), 22 min, Lemoine
- L'enterrement de Mozart pour cinq voix et ensemble (2008), 45 min, Lemoine
- Cantate n°3 (sur Friedrich von Schiller) pour chœur et orchestre (2012), 40 min, Lemoine
- Cantate n°4 pour violoncelle, accordéon et chœur (2012), 18 min, Lemoine

## Opéra
- L'Autre côté, opéra fantastique en un prologue et deux actes (2005), 2 h 15 min, Éditions Henry Lemoine
- Akhmatova, opéra (2011), Éditions Henry Lemoine
- Voyage d'automne, sur un livret de Dorian Astor, créé au Capitole de Toulouse le 22 novembre 2024, Éditions Henry Lemoine

## Musique vocale a cappella
- Cinq poèmes de Janos Pilinsky pour chœur mixte (2004), 11 min 30 s, Lemoine
- Vier Geistliche Gedichte pour chœur mixte (2006), 16 min, Lemoine
- Monde évanoui Fragments pour Babylone, pour chœur (2007), 9 min, Lemoine